# Гайцгори, Владимир Григорьевич
Владимир Григорьевич Гайцгори (род. 9 ноября 1950, Фрунзе) — советский, израильский и австралийский математик.

## Биография
В 1973 году окончил Ленинградский политехнический институт, специализируясь в прикладной математике и теории управления. Работал в Кишинёве и одновременно окончил аспирантуру в Центральном экономико-математическом институте АН СССР под руководством Анатолия Первозванского. Кандидат физико-математических наук (1978).
С 1982 года — старший научный сотрудник кафедры математики Таджикского государственного университета (с 1984 года — доцент). С 1989 года — в Израиле, в 1990—1991 годах работал в Тель-Авивском университете, в 1991—1993 годах — на экономическом отделении Университета Бар-Илана, в 1994—1995 годах — в Институте Вейцмана в Реховоте. С 1995 года — в школе математики Университета Южной Австралии в Аделаиде (с 1999 года — доцент, с 2005 года — профессор). Директор Центра промышленной и прикладной математики при Школе математики и статистики этого университета, профессор Университета Флиндерса и Университета Маккуори.
Основные труды в области теории оптимизации и управления, математической экономики, линейного программирования.

## Семья
- Отец — Нохум-Гирш Лейзерович (Григорий Лазаревич) Гайцгори (1909—?), был заместителем министра лёгкой промышленности Таджикской ССР[6], родом из Невеля[7]. Мать — София Россинская.
- Первая жена (с 1969) — Бронислава (Слава) Самойловна Гайцгори (урождённая Вертман, ?—1992), экономист, математик[8][9].
  - Сын — математик Денис Гайцгори. Дочь — Ольга Гайцгори, врач в Сиднее.
- Вторая жена — Надежда Гайцгори (Турчина), выпускница физико-математического факультета Ленинградского государственного университета.
- Двоюродный брат — скульптор Константин Михелевич Симун.

## Монографии
- Декомпозиция, агрегирование и приближённая оптимизация (с А. А. Первозванским. М.: Наука, 1979).
- Theory of Suboptimal Decisions: decomposition and aggregation. Springer, 1988.
- Управление системами с быстрыми и медленными движениями. М.: Наука, 1991.

Под редакцией В. Г. Гайцгори также выпущены три сборника серии «Advances in Dynamic Games and Applications» (Birkhäuser 2000 и 2008, Springer, 2012).